# 昭和九年会
昭和九年会（しょうわくねんかい）は、昭和9年（1934年）生まれの芸能人による親睦団体。

## 概要
この年に生まれ、大活躍した芸能人が多かったことから、1976年に愛川欽也と長門裕之が中心となって結成された。
毎月9日には藤村俊二が経営していたワインバー『O'hyoi's』（おひょいず）で例会が開かれていた。毎年9月9日には、東京都中央区の三越日本橋本店内にある「三越劇場」でイベントを行っている。
9にちなみ、救急車を東京消防庁日本橋消防署に寄贈している。また昭和9年は戌年のためチャリティ・イベントなどの収益を盲導犬協会に寄付したこともある。

## 昭和九年会のメンバーおよび元メンバー（誕生順）
2023年12月31日に中村メイコが亡くなり、2025年8月1日現在における存命の元メンバーは天田俊明と筒井康隆の2名のみとなっている。
- 玉置宏（1月5日、2010年2月11日没）
- 長門裕之（1月10日、2011年5月21日没）
- 財津一郎（2月22日、2023年10月14日没）
- ケーシー高峰（2月25日、2019年4月8日没）
- 森岡賢一郎（3月4日、2018年8月19日没）
- 藤村有弘（3月6日、1982年3月16日没）
- 佐藤允（3月18日、2012年12月6日没）
- 大橋巨泉（3月22日、2016年7月12日没）
- 松平直樹（3月22日、2022年6月11日没）
- 8代目橘家圓蔵（4月3日、2015年10月7日没）
- 坂上二郎（4月16日、2011年3月10日没）
- 宝田明（4月29日、2022年3月14日没）
- 中村メイコ（5月13日、2023年12月31日没）
- 伊藤一葉（6月19日、1979年9月30日没）
- 愛川欽也（6月25日、2015年4月15日没）
- 初代引田天功（7月3日、1979年12月31日没）
- 森山周一郎（7月26日、2021年2月8日没）
- 天田俊明　(8月22日)
- 睦五朗（9月11日、2021年6月5日没）
- 筒井康隆（9月24日）
- 牧伸二（9月26日、2013年4月29日没）
- 前田憲男（12月6日、2018年11月25日没）
- 藤村俊二（12月8日、2017年1月25日没）
- 山本文郎（12月23日、2014年2月26日没）
- 石原裕次郎（12月28日、1987年7月17日没）

## 補足
1978年にはメンバーが野球チーム『オールナインズ』を引提げ、当時フジテレビが結成した女子プロ野球チーム『ニューヤンキース』と試合をした事があった。背番号は全て「9」、監督は初代引田天功が務め、岩崎宏美が特別参加した（ユニフォームは着ず私服で参加）。試合の模様は、1978年6月24日にフジテレビ系列の『土曜グランドスペシャル』（第1期）内で放送された。
なおメンバーの内、裏番組『クイズダービー』の司会者だった大橋巨泉は参加せず。また森山周一郎は同試合の主審を務めたため『ナインズ』メンバーとしては参加しなかった。
昭和九年会のメンバーが出演するラジオ番組「男・ロマネスク」が東海ラジオ制作で放送されていた。放送期間は1982年10月から1983年3月までの6か月間で、東北放送、アール・エフ・ラジオ日本、毎日放送、九州朝日放送の各局にネット。玉置宏が司会として毎週出演、その他は会のメンバーが数人週替わりで出演していた。
1990年代、2000年代に亡くなったメンバーはいなかった（その後2010年に玉置が逝去）。また発起人となった愛川は2015年、長門は2011年にそれぞれ亡くなっている。
結成時点で既に名を成していても、会に参加しなかった人物は数多く存在する（1934年#誕生を参照）。特に女性は中村メイコ以外ほとんど参加していない。